# Mercury Meteor
La Meteor è un'autovettura prodotta dalla Mercury dal 1961 al 1963.

## Il contesto
A metà degli anni cinquanta i dirigenti del gruppo Ford si convinsero che per competere con la General Motors avrebbero dovuto commercializzare una gamma completa di modelli che coprisse tutte le fasce di mercato. Per quanto riguarda la Mercury, il piano prevedeva il lancio di un nuovo pianale e di un nuovo concetto stilistico. Ciò fu deciso per tentare di differenziare i modelli Mercury da quelli degli altri marchi del gruppo. Questo piano sarebbe dovuto partire nel 1957.
Storicamente la Mercury era considerata come una casa automobilistica che commercializzava modelli di fascia medio-bassa e quindi era spesso paragonata alla Dodge ed alla Pontiac. Se fosse passato il piano sopraccitato, la Mercury si sarebbe trovata invece in concorrenza diretta con la Buick, l'Oldsmobile, la Chrysler, la DeSoto e la Edsel.
A causa però del calo di domanda delle vetture medie che avvenne alla fine degli anni cinquanta, ed a causa della crisi economica che iniziò nel 1958, il piano sopraccitato divenne obsoleto. Inoltre, le vendite del marchio Edsel, ed in parte quelle del gruppo Ford, delusero di molto le aspettative. In particolare, le vendite del marchio Mercury non raggiunsero gli obiettivi prefissati. Come conseguenza, ci fu un drastico taglio degli investimenti a partire dal 1961. Per tale motivo,  i modelli prodotti a partire dall'anno citato vennero standardizzati. La differenza maggiore tra le vetture risiedeva infatti nell'allestimento, mentre il resto era largamente condiviso. Inoltre, il marchio Edsel fu eliminato.
In questo contesto fu lanciata la Meteor. La vettura è stata quindi introdotta in un periodo in cui il marchio Mercury non possedeva ancora una posizione fissa nel mercato ed era in crisi di vendite.
Nel 1961 il nome Meteor venne applicato ad un modello posto alla base della gamma full-size della Mercury, mentre dal 1962 al 1963 la Meteor fu una vettura appartenente alla categoria mid-size. La denominazione derivava dal termine "meteora" (meteor, in lingua inglese) e quindi la genesi del nome è collegata alla corsa allo spazio che era in atto in quegli anni tra gli Stati Uniti e l'Unione Sovietica. La Meteor, nel periodo in cui venne prodotta, fu caratterizzata dal motore montato anteriormente e dalla trazione posteriore.

## La prima serie: 1961
Il primo passo che fece la Ford per contenere i costi relativi al marchio Mercury fu quello di eliminare la Montclair e la Park Lane. La Monterey, precedentemente collocata nella gamma Mercury come modello full-size alla base dell'offerta di questo tipo di vetture, venne resa leggermente più costosa a partire dal 1960. Per questo motivo, la Monterey diventò la vettura al top di gamma della Mercury. Nello stesso tempo, vennero lanciate sul mercato la Meteor 600 e la Meteor 800 che erano, rispettivamente, le dirette discendenti della Medalist e della Custom. Quindi, in sostanza, la Meteor sostituì i modelli Edsel.
La Meteor del 1961 era pertanto un modello full-size che si differenziava dalla Monterey per l'allestimento e per i fanali posteriori. La Meteor 600 era dotata di fari posteriori allungati, mentre la Meteor 800 e la Monterey avevano installato sei piccoli luci (tre per lato). La Meteor 600, disponibile solo in versione berlina due e quattro porte, era dotata di cromature lungo le fiancate. La Meteor 800, che era anche offerta in versione coupé, possedeva invece delle cromature più abbondanti.
Il motore installato di serie sulla Meteor era un sei cilindri in linea da 3,7 L di cilindrata che era dotato di un solo carburatore monocorpo e che erogava 135 CV di potenza a 4.000 giri al minuto. I motori opzionali erano dei V8 da 4,8 L, 5,8 L e 6,4 L. Il primo ed il secondo propulsore citato, che erano dotati di un carburatore doppio corpo, erogavano, rispettivamente, 175 CV e 220 CV. Il motore da 6,4 L aveva invece installato un carburatore quadruplo corpo e sviluppava 300 CV o 330 CV in base alla versione.
Il cambio installato di serie era manuale a tre rapporti. L'overdrive era offerto invece tra le opzioni. Tra queste ultime, era possibile avere un cambio automatico a due o tre marce.
Questa prima serie di Meteor venne assemblata a Los Angeles, a Mahwah, a Saint Louis e a Wayne. 

## La seconda serie: 1962–1963

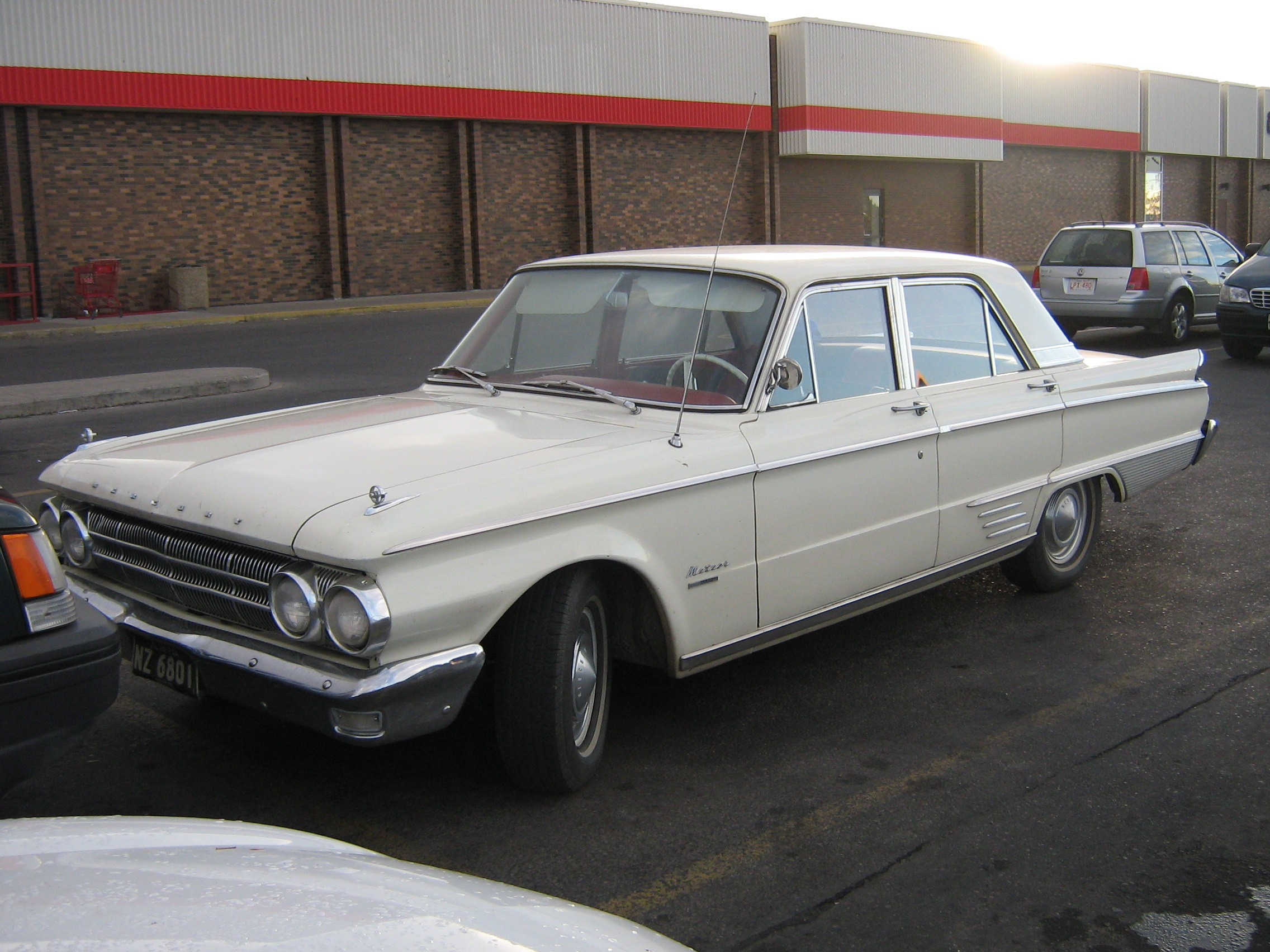
Una Mercury Meteor del 1962

Nel 1962 i responsabili del marketing della Mercury stabilirono che la Monterey fosse più riconoscibile da parte della clientela come vettura full-size rispetto alla Meteor nonostante quest'ultima, oltre a vendere bene in assoluto, vendesse addirittura meglio della Monterey stessa. Per tale motivo, il nome Meteor, nell'anno citato, fu assegnato ad un nuovo modello mid-size che era basato sulla Ford Fairlane. Questa Meteor, con le sue dimensioni più contenute, riempì il gap tra la Monterey e la Mercury Comet. La Meteor versione base e la meglio equipaggiata Meteor Custom erano disponibili in versione berlina due e quattro porte. La Meteor S-33 era invece un allestimento speciale disponibile sulla versione berlina due porte che prevedeva un equipaggiamento e degli interni migliori come i sedili singoli e la consolle centrale. La linea della S-33 era invece simile alla Fairlane 500 Sports Coupe.
Nel 1963 la Meteor venne aggiornata. Nell'occasione furono aggiunte alla gamma la versione coupé due porte e la familiare quattro porte. Quest'ultima era disponibile in versione base e Custom. In quest'ultimo caso, la familiare con questo allestimento era denominata Mercury Country Cruiser ed era caratterizzata da pannelli in finto legno che erano posizionati sulle fiancate. La coupé era invece offerta nelle versioni Custom e S-33. Nell'anno citato, all'interno della gamma S-33, la coupé sostituì la versione berlina due porte.
Il motore base offerto su questa serie di Meteor fu un sei cilindri in linea da 2,8 L che era dotato di un carburatore monocorpo e che erogava 101 CV. Propulsori opzionali erano un V8 da 3,6 L che aveva installato un carburatore doppio corpo e che erogava 145 CV, ed un V8 da 4,3 L dotato anch'esso di un carburatore doppio corpo e che sviluppava 164 CV. Il cambio montato di serie era invece manuale a tre rapporti. L'overdrive ed il cambio automatico a due o tre rapporti erano compresi nelle opzioni. Nel 1963 fu introdotto, tra gli optional, un cambio manuale a quattro marce.
Le vendite però si rivelarono deludenti e quindi la Meteor fu tolta di produzione alla fine del model year 1963.
Questa seconda serie di Meteor venne assemblata a Dearborn ed a Kansas City. 

## Il marchio Meteor venduto in Canada
La Ford utilizzò inizialmente il nome Meteor per un marchio automobilistico a sé stante che utilizzava, per i propri modelli, componenti Mercury. Questo marchio Meteor era commercializzato solo in Canada. Queste Meteor canadesi vennero vendute dal 1949 al 1961 e poi ancora dal 1964 al 1976.